# Mrągowo (gmina)
Mrągowo est une gmina rurale du powiat de Mrągowo, Varmie-Mazurie, dans le nord de la Pologne. Son siège est la ville de Mrągowo, bien qu'elle ne fasse pas partie du territoire de la gmina.
La gmina couvre une superficie de 294,87 km2 pour une population de 7 485 habitants.

## Géographie
La gmina inclut les villages de Bagienice, Bagienice Małe, Bagnowski Dwór, Boża Wólka, Boże, Boże Małe, Brodzikowo, Budziska, Czerniak, Czerwonki, Dobroszewo, Gązwa, Głazowo, Gniazdowo, Grabowo, Gronowo, Gwiazdowo, Joachimowo, Karwie, Kiersztanowo, Kosewo, Kosewo Górne, Krzosowo, Krzywe, Kucze, Lasowiec, Lembruk, Marcinkowo, Miejski Las, Mierzejewo, Młynowo, Muntowo, Nikutowo, Notyst Dolny, Notyst Mały, Notyst Wielki, Nowe Bagienice, Nowy Probark, Palestyna, Pełkowo, Piotrówka, Polska Wieś, Popowo Salęckie, Porębiska, Poręby, Probark, Ruska Wieś, Rydwągi, Sądry, Śniadowo, Sobięcin, Szczerzbowo, Szestno, Troszczykowo, Tymnikowo, Użranki, Wierzbowo, Witomin, Wola Muntowska, Wólka Bagnowska, Wólka Baranowska, Wymysły, Wyszembork, Zalec et Zawada
La gmina borde la ville de Mrągowo et les gminy de Kętrzyn, Mikołajki, Piecki, Reszel, Ryn et Sorkwity.